# Massonia setulosa
Massonia setulosa är en sparrisväxtart som beskrevs av John Gilbert Baker. Massonia setulosa ingår i släktet Massonia och familjen sparrisväxter. Inga underarter finns listade i Catalogue of Life.